# Byrhtferth
Byrhtferth est un moine et écrivain anglo-saxon né vers 970 et mort vers 1020.

## Biographie
On ne sait presque rien de la vie de Byrhtferth. Vraisemblablement arrivé à l'abbaye de Ramsey en tant qu'oblat, il reçoit l'enseignement d'Abbon de Fleury durant le séjour de ce dernier dans ce monastère, entre 985 et 987, et lui succède vraisemblablement en tant qu'écolâtre de l'abbaye.

## Œuvre
Byrhtferth écrit en latin aussi bien qu'en vieil anglais. Il est l'un des auteurs les plus érudits et prolifiques de son temps, s'intéressant aussi bien au comput (le calcul de la date de Pâques) qu'à l'histoire. Son œuvre se compose notamment de :
- Computus, un recueil de tables arithmétiques liées au comput, reprenant en partie l'œuvre d'Abbon, rédigé entre 988 et 996[2] ;
- un recueil de citations, les « Brideferti glossæ », qui illustre l'étendue de ses lectures[2] ;
- Enchiridion, un manuel pédagogique conçu pour accompagner le Computus, mais s'intéressant également à d'autres sujets (rhétorique, métrique, numérologie…), rédigé aux alentours de 1011[3] ; ce manuel est rédigé à la fois en latin et en vieil anglais
- Historia regum, une histoire de l'Angleterre jusqu'à la mort d'Alfred le Grand, préservée dans la Historia regum de Siméon de Durham[3] ;
- des hagiographies des princes de Kent Æthelred et Æthelberht (avant 992 ?) et des évêques de Worcester Oswald (entre 997 et 1002) et Ecgwine (vers 1016)[3].

Michael Lapidge, qui a édité plusieurs textes de Byrthferth, porte un jugement sévère sur son style, « pédant avec un penchant pour l'ostentatoire ». Il remarque que Byrhtferth fut « capable d'imiter la verbosité des phrases d'Aldhelm, mais pas leur clarté ».